# Vương hoàng hậu (Lương Tuyên Đế)
Vương hoàng hậu (chữ Hán: 王皇后, ?-563), không rõ tên thật, thụy hiệu: Tuyên Tĩnh hoàng hậu (宣靜皇后), là hoàng hậu của Lương Tuyên Đế (梁宣帝) Tiêu Sát (萧詧) trong lịch sử Trung Quốc.

## Nhạc Dương vương phi
Không biết khi nào Vương thị cưới Tiêu Sát. Chỉ biết khi ông còn là Nhạc Dương vương. Vương thị mang tước hiệu Nhạc Dương vương phi.
Không rõ bà có sinh người con nào trong 5 người con trai của Tiêu Sát. Hoàng thái tử Tiêu Khuy là do Quý tần Tào thị sinh ra.
Năm 548, tướng Hầu Cảnh nổi dậy và tấn công Kiến Khang, sang năm 549 thì chiếm được kinh thành và biến Lương Vũ Đế và Thái tử Tiêu Cương thành con tin. Tiêu Sát đóng căn cứ ở Tương Dương (襄陽, nay thuộc Tương Phàn, Hồ Bắc). Lo sợ sẽ trở thành mục tiêu tiếp theo của Tương Đông vương Tiêu Dịch, Tiêu Sát đã đầu hàng Tây Ngụy, mong trở thành một chư hầu và thỉnh cầu cứu viện, đưa Vương vương phi và thế tử của mình là Tiêu Liêu (蕭嶚) đến Tây Ngụy làm con tin. Sau đó, Tây Ngụy đã cho bà trở về Lương.

## Hoàng hậu và hoàng thái hậu
Khoảng tết năm 555, chính quyền Tây Ngụy lập Tiêu Sát làm hoàng đế triều Lương, và bản thân ông xưng đế vào mùa xuân năm 555, tức Lương Tuyên Đế. Ông phong Vương vương phi là hoàng hậu, và do thế tử Tiêu Liêu khi đó đã qua đời, ông đã phong thứ tử Tiêu Khuy là thái tử.
Mùa xuân năm 562, Tuyên Đế mất. Tiêu Khuy lên ngôi kế vị, tức Lương Minh Đế. Minh Đế đã tôn vợ chính của Tuyên Đế - Vương hoàng hậu làm hoàng thái hậu. Vương thái hậu qua đời năm 563, thụy là Tuyên Tĩnh hoàng hậu (宣靜皇后).